# هنري جيرو
هنري جيرو (بالفرنسية: Henri Giraud) (و. 1879 – 1949 م) هو سياسي، وضابط من فرنسا ولد في باريس.

## التعليم
تعلم في مدرسة سان سير العسكرية.

## روابط خارجية
- هنري جيرو على موقع الموسوعة البريطانية (الإنجليزية)
- هنري جيرو على موقع مونزينجر (الألمانية)